# جون روبرتسون (لاعب كرة قدم أمريكية)
جون روبرتسون (بالإنجليزية: John Robertson)‏ هو لاعب كرة قدم أمريكية أمريكي، ولد في 30 مارس 1993 في باراموس في الولايات المتحدة.